# Follies
Follies es un musical estrenado en 1971 con letra y música de Stephen Sondheim y libreto de James Goldman. La producción original se mantuvo en cartel a lo largo de 522 representaciones.

## Argumento
Un grupo de actores y cantantes que antaño, en el periodo de entreguerras, habían trabajado juntos en el espectáculo musical denominado "Weismann's Follies (réplica del Ziegfeld Follies) vuelven a reunirse en el teatro en el que trabajaban y que ahora está a punto de ser demolido. De entre los congregados destacan dos parejas: Buddy y Sally Durant Plummer y Benjamin y Phyllis Rogers Stone. Sally y Phyllis eran bailarinas en la época del Follies. Con el devenir de los años, ambas parejas se han vuelto profundamente infelices en sus respectivos matrimonios.
Buddy, viajero empedernido, ha comenzado una relación con una chica que conoció en un viaje de negocios. Sally, por su parte, sigue enamorada de Ben, como tantos años atrás. Pero Ben está demasiado preocupado por la depresión de Phyllips para pensar en nada más.
Las bailarinas recorren la vieja historia del teatro, con números de la época, y el espíritu presente de los que en su día habitaron el lugar.

## Canciones
- Beautiful Girls – Roscoe y la compagnia
- Don't Look at Me – Sally y Ben
- Waiting for the Girls Upstairs – Ben, Sally, Phyllis y Buddy, Ben joven, Sally joven, Phyllis joven y Buddy joven
- Rain on the Roof – Emily y Theodore
- Ah, Paris! – Solange
- Broadway Baby – Hattie
- The Road You Didn't Take – Ben
- Bolero d'Amour – Vincent y Vanessa
- In Buddy's Eyes – Sally
- Who's That Woman? – Stella y la compañía
- I'm Still Here – Carlotta
- Too Many Mornings – Ben y Sally
- The Right Girl – Buddy
- One More Kiss – Heidi y Heidi joven
- Could I Leave You? – Phyllis
- Loveland – Compañía
- You're Gonna Love Tomorrow / Love Will See Us Through – Phyllis y Buddy, Ben joven, Sally joven, Phyllis joven y Buddy joven
- The God-Why-Don't-You-Love-Me Blues – Buddy, Margie, Sally
- Losing My Mind – Sally
- The Story of Lucy and Jessie – Phyllis y la compañía
- Live, Laugh, Love – Ben y la compañía
- Final – Compañía

## Estreno
Estrenada en Broadway, Nueva York, el 4 de abril de 1971. Se mantuvo en cartel hasta el 1 de julio de 1972. Estuvo dirigida por Harold Prince y Michael Bennett e interpretada por Alexis Smith (Phyllis Rogers Stone), John McMartin (Benjamin « Ben » Stone), Dorothy Collins (Sally Durant Plummer), Yvonne De Carlo (Carlotta Campion) y Gene Nelson (Buddy Plummer).

## Otros montajes
- Shaftesbury Theatre, West End, Londres, 1987.
  - Producción: Cameron Mackintosh
  - Dirección: Mike Ockrent
  - Intérpretes: Diana Rigg (Phyllis), Daniel Massey (Ben), Julia McKenzie (Sally), David Healy (Buddy), Lynda Baron, Leonard Sachs, Maria Charles, Pearl Carr, Teddy Johnson, Dolores Gray (sustituida luego por Eartha Kitt) (Carlotta).

- Theatre Under The Stars, Houston, Texas, 1995.[1]
  - Intérpretes: Constance Towers (Phyllis), Judy Kaye (Sally), Edie Adams, Denise Darcel, Virginia Mayo y Karen Morrow (Carlotta).

- Belasco Theatre, Broadway, Nueva York, 2001.[2]
  - Dirección: Matthew Warchus
  - Coreografía: Kathleen Marshall
  - Intépretes: Blythe Danner (Phyllis), Judith Ivey (Sally), Treat Williams (Buddy), Gregory Harrison (Ben), Marge Champion, Polly Bergen (Carlotta), Joan Roberts, Betty Garrett (Hattie).

- Wadsworth Theatre, Los Ángeles, 2002
  - Dirección: Arthur Allan Seidelman.
  - Intérpretes: Bob Gunton (Ben), Warren Berlinger (Dimitri Weismann), Patty Duke (Phyllis), Vikki Carr (Sally), Harry Groener (Buddy), Carole Cook (Hattie), Ken Page (Roscoe), Liz Torres (Stella), Stella Stevens (Dee Dee), Jean Louisa Kelly (Young Sally).[3]

- Marquis Theater, Nueva York, 2011.
  - Dirección:Eric Schaeffer
  - Intérpretes: Bernadette Peters (Sally), Jan Maxwell (Phyllis), Elaine Paige (Carlotta), Linda Lavin (Hattie), Ron Raines (Ben), Danny Burstein (Buddy).

- Teatro Español, Madrid, 2012 (en castellano).
  - Dirección: Mario Gas.
  - Intérpretes:  Vicky Peña (Phillys Rogers Stone), Carlos Hipólito (Benjamin Stone), Montse Rius (Sally Durant Plummer), Pep Molina (Buddy Plummer), Massiel (Carlotta Campion), Asunción Balaguer (Hattie Walker), Linda Mirabal (Heidi Schiller), Teresa Vallicrosa (Stella Deems), Mònica López (Solange La Fitte), Marta Capel (Jove Phillys), Diego Rodríguez (Jove Ben), Júlia Möller (Jove Sally), Ángel Ruiz (Jove Buddy) i Joana Estebanell (Joven Heidi).

## Premios y nominaciones

### Producción Original de Broadway
| Año  | Premio                         | Categoría                                                         | Nominación                      | Resultado |
| ---- | ------------------------------ | ----------------------------------------------------------------- | ------------------------------- | --------- |
| 1971 | Drama Desk Award               | Coreografía                                                       | Michael Bennett                 | Ganador   |
| 1971 | Drama Desk Award               | Libreto                                                           | Stephen Sondheim                | Ganador   |
| 1971 | Drama Desk Award               | Música                                                            | Stephen Sondheim                | Ganador   |
| 1971 | Drama Desk Award               | Diseño de vestuario                                               | Florence Klotz                  | Ganador   |
| 1971 | Drama Desk Award               | Escenografía                                                      | Boris Aronson                   | Ganador   |
| 1971 | Drama Desk Award               | Interpretación                                                    | Alexis Smith                    | Ganador   |
| 1971 | Drama Desk Award               | Dirección                                                         | Harold Prince y Michael Bennett | Ganador   |
| 1971 | New York Drama Critics' Circle | Mejor Musical                                                     | Mejor Musical                   | Ganador   |
| 1972 | Premios Tony                   | Mejor Musical                                                     | Mejor Musical                   | Nominado  |
| 1972 | Premios Tony                   | Mejor Libreto                                                     | James Goldman                   | Nominado  |
| 1972 | Premios Tony                   | Mejor Interpretación Femenina en un papel principal en un musical | Alexis Smith                    | Ganador   |
| 1972 | Premios Tony                   | Mejor Interpretación Femenina en un papel principal en un musical | Dorothy Collins                 | Nominado  |
| 1972 | Premios Tony                   | Mejor Interpretación Masculina de reparto en un musical           | Gene Nelson                     | Nominado  |
| 1972 | Premios Tony                   | Mejor Banda Original                                              | Stephen Sondheim                | Ganador   |
| 1972 | Premios Tony                   | Mejor Dirección de un musical                                     | Harold Prince y Michael Bennett | Ganador   |
| 1972 | Premios Tony                   | Mejor coreografía                                                 | Michael Bennett                 | Ganador   |
| 1972 | Premios Tony                   | Mejor Escenografía                                                | Boris Aronson                   | Ganador   |
| 1972 | Premios Tony                   | Mejor diseño de vestuario                                         | Florence Klotz                  | Ganador   |
| 1972 | Premios Tony                   | Mejor ilumunación                                                 | Tharon Musser                   | Ganador   |

### Producción Original de Londres
| Año  | Premio                 | Nominación           | Categoría       | Resultado |
| ---- | ---------------------- | -------------------- | --------------- | --------- |
| 1987 | Laurence Olivier Award | Musical del año      | Musical del año | Ganador   |
| 1987 | Laurence Olivier Award | Actriz en un Musical | Julia McKenzie  | Nominado  |

### Reposición de Broadway 2001
| Año  | Premio           | Categoría                                                         | Nominación                     | Resultado |
| ---- | ---------------- | ----------------------------------------------------------------- | ------------------------------ | --------- |
| 2001 | Drama Desk Award | Reposición de un Musical                                          | Reposición de un Musical       | Nominado  |
| 2001 | Drama Desk Award | Actriz en un Musical                                              | Polly Bergen                   | Nominado  |
| 2001 | Drama Desk Award | Dirección de Orquesta                                             | Jonathan Tunick                | Nominado  |
| 2001 | Premios Tony     | Mejor reposición de un musical                                    | Mejor reposición de un musical | Nominado  |
| 2001 | Premios Tony     | Mejor Interpretación Femenina en papel protagonista en un Musical | Blythe Danner                  | Nominado  |
| 2001 | Premios Tony     | Mejor Interpretación Femenina en papel de reparto en un Musical   | Polly Bergen                   | Nominado  |
| 2001 | Premios Tony     | Mejor diseño de vestuario                                         | Theoni V. Aldredge             | Nominado  |
| 2001 | Premios Tony     | Mejor orquestación                                                | Jonathan Tunick                | Nominado  |

### Reposición de Broadway 2011
| Año  | Premio           | Categoría                                                               | Nominación                                                              | Resultado |
| ---- | ---------------- | ----------------------------------------------------------------------- | ----------------------------------------------------------------------- | --------- |
| 2012 | Premios Tony     | Mejor reposición de un musical                                          | Mejor reposición de un musical                                          | Nominado  |
| 2012 | Premios Tony     | Mejor interpretación masculina en un papel principal de un musical      | Danny Burstein                                                          | Nominado  |
| 2012 | Premios Tony     | Mejor interpretación masculina en un papel principal de un musical      | Ron Raines                                                              | Nominado  |
| 2012 | Premios Tony     | Mejor interpretación femenina en un papel principal de un musical       | Jan Maxwell                                                             | Nominado  |
| 2012 | Premios Tony     | Mejor interpretación femenina en un papel de reparto de un musical      | Jayne Houdyshell                                                        | Nominado  |
| 2012 | Premios Tony     | Mejor diseño de vestuario                                               | Gregg Barnes                                                            | Ganador   |
| 2012 | Premios Tony     | Mejor iluminación                                                       | Natasha Katz                                                            | Nominado  |
| 2012 | Premios Tony     | Mejor diseño de sonido                                                  | Kai Harada                                                              | Nominado  |
| 2012 | Drama Desk Award | Reposición de un musical                                                | Reposición de un musical                                                | Ganador   |
| 2012 | Drama Desk Award | Actor de musical                                                        | Danny Burstein                                                          | Ganador   |
| 2012 | Drama Desk Award | Actriz de musical                                                       | Jan Maxwell                                                             | Nominado  |
| 2012 | Drama Desk Award | Actriz de musical                                                       | Bernadette Peters                                                       | Nominado  |
| 2012 | Drama Desk Award | Actriz de reparto de un musical                                         | Elaine Paige                                                            | Nominado  |
| 2012 | Drama Desk Award | Director de un musical                                                  | Eric Schaeffer                                                          | Nominado  |
| 2012 | Drama Desk Award | Coreografía                                                             | Warren Carlyle                                                          | Nominado  |
| 2012 | Drama Desk Award | Escenografía                                                            | Derek McLane                                                            | Nominado  |
| 2012 | Drama Desk Award | Diseño de vesturario                                                    | Gregg Barnes                                                            | Ganador   |
| 2012 | Drama Desk Award | Outstanding Sound Design                                                | Kai Harada                                                              | Nominado  |
| 2012 | Premios Grammy   | Grammy Award for Best Musical Theater Album\|Best Musical Theater Album | Grammy Award for Best Musical Theater Album\|Best Musical Theater Album | Nominado  |

### Producción Original de Madrid
| Año  | Premio                         | Nominación                    | Categoría                     | Resultado |
| ---- | ------------------------------ | ----------------------------- | ----------------------------- | --------- |
| 2012 | Premios Max                    | Espectáculo de teatro musical | Espectáculo de teatro musical | Ganador   |
| 2012 | Premios Max                    | Director de escena            | Mario Gas                     | Ganador   |
| 2012 | Premios Max                    | Actor                         | Carlos Hipólito               | Ganador   |
| 2012 | Premios Max                    | Actriz de reparto             | Asunción Balaguer             | Ganadora  |
| 2012 | Premios Max                    | Dirección musical             | Pep Pladellorens              | Ganador   |
| 2012 | Premios Max                    | Figurinista                   | Antonio Belart                | Ganador   |
| 2012 | Premios de la Unión de Actores | Actor protagonista            | Carlos Hipólito               | Ganador   |
| 2012 | Premios de la Unión de Actores | Actriz de reparto             | Asunción Balaguer             | Ganador   |
| 2012 | Premios de la Unión de Actores | Actor de reparto              | Ángel Ruiz                    | Nominado  |